# Schleuse Krewelin
Die Schleuse Krewelin war eine Schleuse bei Kilometer 11,35 des Voßkanals in der Nähe von Krewelin, einem Ortsteil der amtsfreien Stadt Zehdenick im Landkreis Oberhavel in Brandenburg. Der Kanal ist Bestandteil der Oberen Havel-Wasserstraße (OHW) und gehört zur Wasserstraßenklasse II. Zuständig ist das Wasserstraßen- und Schifffahrtsamt Oder-Havel.

## Geschichte
Die Schleuse Krewelin wurde im Zuge des Baus des Voßkanals zwischen 1880 und 1882 errichtet. Genaue Daten der Schleuse sind nicht übermittelt, aber es wird angenommen, dass sie etwa dem Finowmaß entsprach, also eine Nutzbare Länge von mindestens 40,50 Meter und eine Breite von etwa 5,00 Meter aufwies. Sie wurde 1933 durch einen Neubau ersetzt. Die Schleuse war dem Groß-Finowmaß angepasst, die Nutzbare Länge der Schleusenkammer betrug 41 Meter und sie war 6,30 Meter breit und hat auf einer Seite eine 16,80 Meter lange Ausbuchtung. Die dadurch entstandene Breite von 10,30 Meter diente der Aufnahme eines Schleppers während des Schleusenvorganges.
Für die Entwicklung Berlins war der Voßkanal von großer Bedeutung. In der Zeit vor dem Ersten Weltkrieg wurden auf dem Voßkanal pro Jahr etwa 1,75 Millionen Tonnen Ziegel für die Erweiterung Berlins transportiert. In den 1930er Jahren wurden zum Vorteil der Schifffahrt Querschnittsvergrößerungen des Kanals und Teilneubauten der Schleuse Krewelin und der Schleuse Bischofswerder durchgeführt. 1969 und 1970 wurden zur Verbesserung der Ertragssicherheit der Landwirtschaft Maßnahmen zur Regulierung der Abflussverhältnisse des Havelwassers südlich von Zehdenick durchgeführt und die „Schnelle Havel“ von langandauernden Hochwassersituationen entlastet. Das Havelwasser wird seitdem über den Voßkanal abgeleitet.
Der Voßkanal wurde bis 1971 in dieser Ausbaustufe von der Schifffahrt genutzt. Ab 1971 erfolgten umfangreiche Sohlevertiefungen und Wasserspiegelanhebungen. Die Schleuse Krewelin wurde durch diese Baumaßnahmen überflüssig und rückgebaut.

## Karten
- Folke Stender: Redaktion Sportschifffahrtskarten Binnen 1. Nautische Veröffentlichung Verlagsgesellschaft, ISBN 3-926376-10-4.
- W. Ciesla, H. Czesienski, W. Schlomm, K. Senzel, D. Weidner: Schiffahrtskarten der Binnenwasserstraßen der Deutschen Demokratischen Republik 1:10.000. Band 4. Herausgeber: Wasserstraßenaufsichtsamt der DDR, Berlin 1988, OCLC 830889996.